# 藤原山
藤原山（ふじわらやま）は、新潟県魚沼市と群馬県利根郡みなかみ町との県境に位置する山で、中央分水界になり、標高1.709メートルである。利根川源流を囲む山になる。山名と利根川の源流域にある集落名は、奥州藤原氏に由来する。藤原地区の面積は、みなかみ町の約半分（390平方キロメートル）で人口の約2％にあたる400人の住民が住んでいる。

## 登山ルート
- 十字峡登山センター（新潟県南魚沼市清水瀬663番地4:標高450メートル）[4]から徒歩で登山口までで約15分、山頂まで約8時間。

## 周辺の山々
- 丹後山・大水上山
- ニセ藤原山・平ヶ岳
- 中ノ岳・兎岳
- 荒沢岳

## 河川
- 利根川
- 只見川

## アクセス
- 車:関越自動車道六日町インターチェンジより、新潟県道233号落合六日町線を三国川ダムから十字峡登山センターまで、車で約40分。タクシーでは上越線六日町駅から約30分、7,500円前後。
- バス:南越後観光バスで六日町駅から野中（三国川ダム下）まで約30分、十字峡登山センターまで徒歩約2時間。